# Adrian Bakalli
Adrian Bakalli (* 22. November 1976 in Brüssel) ist ein ehemaliger belgischer Fußballspieler. Der Mittelfeldspieler absolvierte 22-jährig zwei Partien für den FC Watford in der englischen Premier League, verschwand aber alsbald im belgischen Amateurfußball.

## Karriere
Bakalli spielte für mehrere Jahre beim belgischen Profiklub RWD Molenbeek und nahm 1996 mit der belgischen U-21-Nationalmannschaft am Turnier von Toulon teil. Im Januar 1999 wechselte er für eine Ablöse von £100.000 in die zweitklassige englische Football League First Division zum FC Watford. Dort kam der Mittelfeldakteur weitestgehend im Reserveteam zum Einsatz, nach dem Aufstieg 1999 in die Premier League rückte er für kurze Zeit als Ersatzspieler mehrfach ins Spieltagsaufgebot und kam am 30. August 1999 gegen Leicester City zu seinem Premier-League-Debüt. Nach einem weiteren Einsatz für das Profiteam im November gegen Newcastle United kehrte er dauerhaft in das Reserveteam zurück. Nach einem erfolglosen Probetraining beim belgischen Klub Lierse SK im Oktober 2000, wurde sein Vertrag bei Watford Anfang Dezember 2000 schließlich aufgelöst.
Bakalli absolvierte in der Folge weitere Probetrainings, unter anderem beim FC Reading und bei Luton Town, bevor er am 23. März 2001 mit Schließung des Transferfensters vom Drittligisten Swindon Town bis Saisonende unter Vertrag genommen wurde. Zu seinem einzigen Pflichtspieleinsatz für Swindon kam Bakalli am 5. Mai, dem letzten Spieltag der Saison. Er stand in der Startaufstellung gegen Stoke City und wurde beim Halbzeitstand von 0:4 ausgewechselt. Sein Vertrag bei Swindon wurde am Saisonende nicht mehr erneuert und Bakalli kehrte im Sommer 2001 nach Belgien zurück, wo er in den folgenden Jahren, zumeist im Amateurfußball, für RWD Molenbeek, KFC Strombeek, KV Kortrijk, K. Berchem Sport, KSV Bornem, KFC Rhodienne-Verrewinkel, KSKL Ternat, Maccabi Brüssel und RFC Evere aktiv war.